# Părveneț, Iambol
Părveneț (în bulgară Първенец) este un sat în comuna Straldja, regiunea Iambol,  Bulgaria. 

## Demografie
Componența etnică a satului Părveneț
     Bulgari (94,42%)
     Romi (4,46%)
     Nicio identificare (1,11%)
     Altele (0%)
La recensământul din 2011, populația satului Părveneț era de 269 locuitori. Din punct de vedere etnic, majoritatea locuitorilor (94,42%) erau bulgari, cu o minoritate de romi (4,46%). Pentru 1,11% din locuitori nu este cunoscută apartenența etnică.